# 김명규 (1877년)
김명규(金命圭, 1877년 음력 9월 4일 ~ 1930년 양력 12월 11일)는 대한제국의 관료 출신으로 일제강점기 시대 조선총독부 중추원 참의를 지냈다. 호(號)는 산남(山南).

## 생애
경기도 광주에서 출생하였으며 한때 경상도 경주에서 잠시 유년기를 보낸 적이 있는 그는 1898년 정원대원군의 능묘인 경기도 김포 장릉(章陵)의 참봉 벼슬을 시작으로 탁지부에서 줄곧 일했다. 한일 병합 조약이 체결된 1910년에 맡고 있던 직책은 탁지부 주계과장이었다.
조선총독부는 한일 병합 후 자문기관인 중추원을 설치했고, 김명규는 부찬의로 임명되었다. 1921년 중추원 편제가 개편될 때 참의로 임명되어 사망 시점까지 재직했다. 중추원에서 약 20년간 근무하면서 1914년 제1차 세계대전에 참전한 일본군과 가족을 위로하기 위한 경성군인후원회에 기부금으로 2원을 납부한 바 있고, 한일 병합 5주년 기념으로 개최된 경성물산공진회에 부회원으로 참가해 10원을 기부했다.
1912년에 일본 정부로부터 한국병합기념장을 수여받았으며, 1915년 다이쇼기념대례장, 1926년 훈6등 서보장, 1928년 쇼와기념대례장을 받았다.
2002년 발표된 친일파 708인 명단과 2008년 공개된 민족문제연구소의 친일인명사전 수록예정자 명단에 모두 수록되었고, 2007년 대한민국 친일반민족행위진상규명위원회가 발표한 친일반민족행위 195인 명단에도 포함되었다.

## 같이 보기
- 조선총독부 중추원

## 참고자료
- 친일반민족행위진상규명위원회 (2007년 12월). 〈김명규〉 (PDF). 《2007년도 조사보고서 II - 친일반민족행위결정이유서》. 서울. 533~538쪽쪽. 발간등록번호 11-1560010-0000002-10. [깨진 링크(과거 내용 찾기)]